# 阿斯塔內
阿斯塔內是伊朗的城市，位於該國西部，由中央省負責管轄，距離首府阿拉克35公里，海拔高度1,972米，離該市7公里有一座滑雪場，2006年人口6,969。